# Olayinka Koso-Thomas
Olayinka Koso-Thomas (sinh năm 1937) là một bác sĩ người Nigeria sống ở Sierra Leone. Bà được cả thế giới biết đến với những nỗ lực xóa bỏ tập tục cắt âm vật. Năm 1998, bà đã chia sẻ giải thưởng Prince of Asturias cho công trình này.